# Chiune Sugihara
Chiune Sugihara (杉原千畝 Sugihara Chiune?,  1 de enero de 1900–31 de julio de 1986) fue un diplomático japonés que ejerció de vicecónsul del Imperio del Japón en Lituania. Durante la Segunda Guerra Mundial ayudó a alrededor de 6000 judíos a dejar dicho país, la Polonia ocupada por la Alemania Nazi y por la Unión Soviética mediante la expedición de visados de tránsito para que pudieran viajar a territorio japonés, hecho por el que puso en peligro su carrera y la vida de su familia.

## Primeros años
Chiune Sugihara nació el 1 de enero de 1900 en Mino, un área rural en la Prefectura de Gifu de la región de Chūbu en Japón. Su padre, Yoshimi Sugihara (杉原好水 Sugihara Yoshimi), era de clase media, y su madre, Yatsu Sugihara (杉原やつ Sugihara Yatsu), era de la clase alta samurái. Sugihara era el segundo hijo entre cinco muchachos y una muchacha. Cuando nació, su padre trabajaba en una oficina de impuestos en Kouzuchi y su familia vivía en un templo budista cercano, donde nació. Su padre y su familia trasladaron la oficina de impuestos dentro de la sucursal de la Oficina de Administración Tributaria de Nagoya, uno tras otro. En 1903 (Meiji 36) su familia se trasladó a Asahi Village en Niu-gun, Prefectura de Fukui. En 1904 (Meiji 37) se trasladaron a la ciudad de Yokkaichi en la Prefectura de Mie. En 1905 (Meiji 38) 25 de octubre, se trasladaron a la ciudad de Nakatsu, Ena-gun, Prefectura de Gifu. En 1906 (Meiji 39) El 2 de abril, Chiune entró en la Escuela Primaria Municipal de Nakatsu Town (ahora Nakatsugawa City Minami Elementary School en la Prefectura de Gifu). En 1907 (Meiji 40) el 31 de marzo, pasó a la escuela primaria de Kuwana Municipal en la Prefectura de Mie (actualmente Kuwana Municipal Nissin Elementary School). En diciembre de ese mismo año, se traslada a la Escuela Primaria Municipal de Nagoya (ahora Escuela Primaria Municipal de Nagoya). En 1912, se graduó con honores superiores en la escuela de primaria de Furuwatari y entró en Nagoya Daigo Chugaku (ahora High School de Zuiryo), una escuela secundaria mixta. Su padre quería que él siguiera sus pasos como médico, pero él perdió deliberadamente el examen de ingreso escribiendo solamente su nombre en los papeles del examen. Finalmente, Sugihara entró a la Universidad de Waseda en 1918 y obtuvo un título en literatura inglesa. 
En 1919 aprobó el examen de aptitud del Ministerio de Asuntos Exteriores, tras lo cual fue asignado a Harbin, China, donde también estudió ruso y alemán y, donde más adelante se convirtió en experto en asuntos rusos.

## Manchuria
Cuando Sugihara sirvió en la oficina de asuntos exteriores de Manchukuo, participó en las negociaciones con la Unión Soviética sobre el ferrocarril norteño de Manchuria. Dejó su puesto como vice primer ministro de Asuntos Exteriores en Manchuria por el maltrato dado por los japoneses a la población china local. En Harbin se convirtió al cristianismo ortodoxo y se casó con una mujer rusa blanca llamada Klaudia. Se divorciaron en 1935, antes de que él volviera a Japón, en donde se casó con Yukiko Kikuchi, que se convirtió en Yukiko Sugihara (杉原幸子 Sugihara Yukiko), de cuya unión nacieron cuatro hijos. Chiune Sugihara también sirvió en el departamento de información del ministerio de asuntos extranjeros y como traductor para la delegación japonesa en Helsinki, Finlandia.

## Lituania
En 1939 se convirtió en vicecónsul del consulado japonés en Kaunas, Lituania. Sus obligaciones incluían el deber de informar acerca de los movimientos de las tropas soviéticas y alemanas y averiguar si Alemania planeaba un ataque a los soviéticos. Según el Dr. Ewa Palasz-Rutkowska, Sugihara cooperó con la inteligencia polaca, como parte de una mayor cooperación japoneso-polaca. Después de la ocupación de Lituania por la Unión Soviética en 1940, muchos refugiados judíos de Polonia (así como judíos lituanos) intentaron adquirir visados de salida. Sin los visados, era peligroso viajar e imposible encontrar países que quisieran expedirlos. Fueron centenares los refugiados que acudieron al consulado japonés en Kaunas, intentando conseguir un visado a Japón.
El cónsul holandés Jan Zwartendijk había provisto a algunos de ellos un tercer destino oficial a Curaçao y a la Guayana Neerlandesa (la actual Surinam). El gobierno japonés siguió una política oficialmente neutral hacia los judíos, pero exigió que los visados fueran expedidos solamente a los que hubieran cumplido con los procedimientos apropiados de inmigración y tuviesen suficientes fondos. La mayoría de los refugiados no satisfacían estos criterios. Sugihara solicitó diligentemente instrucciones al ministerio japonés de asuntos exteriores hasta en tres ocasiones, y todas las veces el ministerio respondió que a cualquiera que se le concediera un visado debía tener un visado para otro destino para poder salir de Japón, sin excepciones.
Entre el 18 de julio y el 28 de agosto de 1940, Sugihara comenzó a conceder visados por su propia iniciativa, después de consultar con su esposa. Ignoró los requisitos previos y otorgó a los judíos un visado de tránsito de diez días para Japón, haciendo caso omiso de sus órdenes. Dado su puesto subalterno y la cultura burocrática del servicio extranjero japonés, esto fue un acto de desobediencia sin muchos precedentes. Sugihara negoció con los funcionarios soviéticos, que permitieron que los refugiados judíos viajasen a través del país por el ferrocarril transiberiano pagando el precio cinco veces el precio del billete normal del trayecto.
Sugihara continuó escribiendo a mano los visados (pasando entre 18 y 20 horas al día en ellos, produciendo cada día el equivalente de un mes de trabajo) hasta el 4 de septiembre, cuando tuvo que dejar su puesto antes de que el consulado fuera cerrado. Para entonces había concedido millares de visados a los judíos; muchos de ellos padres de familia que podrían llevarse a sus familias con ellos. Según testigos, continuó haciendo visados mientras estaba en tránsito en el hotel y después de subir al tren lanzaba visados a la muchedumbre de refugiados desesperados por la ventanilla del tren, incluso cuando este emprendió la marcha.
El número total de judíos salvados por Sugihara no está del todo claro. Se estima que está en torno a los 6000, aunque probablemente fueran muchos más puesto que también fueron expedidos muchos visados familiares, permitiendo que varias personas viajasen en una visado. La inteligencia polaca produjo algunas visados falsos.
Muchos refugiados utilizaron sus visados para viajar a través de la Unión Soviética hasta Vladivostok y embarcar después hacia Kobe, Japón, donde había una comunidad judía. Tadeusz Romer, el embajador polaco en Tokio, organizó la ayuda. Desde agosto de 1940 a noviembre de 1941, consiguió visados de tránsito para Japón; visados de asilo para Canadá, Australia, Nueva Zelanda y Birmania; certificados de inmigración para el Mandato británico de Palestina; y visados de inmigración para los Estados Unidos y algunos países de Sudamérica para más de 2000 refugiados judíos que habían llegado a Kobe en Japón y al gueto de Shanghái.
El número restante de los refugiados supervivientes de Sugihara/Zwartendijk permaneció en Japón hasta que fueron deportados a Shanghái, donde había ya una comunidad judía grande. La mayoría de los cerca de 20.000 judíos sobrevivieron el Holocausto en el gueto de Shanghái hasta la capitulación japonesa en agosto de 1945.

## Dimisión
Sugihara fue más tarde destinado a Königsberg, en Prusia Oriental, antes de ser enviado como cónsul general a Praga, Checoslovaquia, desde marzo de 1941 hasta finales de 1942. Más tarde fue enviado a Bucarest, Rumania. Cuando las tropas rusas entraron en la ciudad, Sugihara y su familia fueron encarcelados en un campo de prisioneros de guerra durante dieciocho meses. Los liberaron en 1946 y volvieron a Japón a través de la Unión Soviética vía el por el transiberiano y el puerto de Najodka. En 1947 el Ministerio de Relaciones Exteriores de Japón le pidió que renunciara a su cargo diplomático. Algunas fuentes, incluyendo su esposa Yukiko Sugihara, han dicho que el Ministerio dijo que Sugihara fue despedido debido al incidente en Lituania. Cuando le preguntaron porqué arriesgó su carrera para salvar a la gente, él dijo un viejo refrán samurái, "El buen cazador no puede matar a un pájaro cuando este vuela a él en busca de refugio". El Ministerio publicó un documento el 24 de marzo de 2006 en el que se afirma que no había evidencia de una acción disciplinaria impuesta a Sugihara. El Ministerio dijo que Sugihara era uno de muchos diplomáticos que dimitieron voluntariamente, pero que eran "difícil de confirmar" los detalles de su dimisión individual. El Ministerio elogió la conducta de Sugihara en el informe, calificando su decisión de "valiente y humanitaria".

## Últimos años
Sugihara se trasladó a Fujisawa en la prefectura de Kanagawa. Comenzó a trabajar para una compañía de exportación como director general del intercambio militar del puesto de EE. UU.. Utilizando sus conocimientos de la lengua rusa, Sugihara se decidió a trabajar y vivir una existencia discreta en la Unión Soviética por 16 años, mientras que su familia permanecía en Japón. En 1968, Jehoshua Nishri, el líder económico de la embajada israelí en Tokio y uno de los beneficiarios de Sugihara finalmente le localizó y entraron en contacto con él. Nishri había sido un adolescente en 1940. Al año siguiente visitó Israel y fue saludado por el gobierno israelí. Los beneficiarios de Sugihara comenzaron a presionar para la inclusión en el monumento de Yad Vashem. En 1985, Chiune Sugihara fue concedido el honor del Justo entre las Naciones (hebreo: חסידי אומות העולם, translit. Khasidei Umot ha-Olam) por el gobierno de Israel. Sugihara estaba demasiado enfermo para viajar a Israel así que su esposa e hijo aceptaron el honor en su favor. Les dieron a Sugihara y a sus descendientes ciudadanía israelí perpetua. En el año 45, después de la invasión soviética de Lituania, le preguntaron por qué lo hizo. Sugihara dio dos razones: una, los refugiados eran seres humanos; y dos, estos necesitaron simplemente ayuda. Sugihara murió el año siguiente, el 31 de julio de 1986. A pesar de la publicidad dada en Israel y otras naciones, seguía siendo virtualmente un desconocido en su país de origen. Solamente cuando una gran delegación judía alrededor del mundo, incluyendo el embajador israelí en Japón, se presentó en su entierro hizo que sus vecinos descubrieran lo que había hecho. Siempre se recordará la frase que pronunciaba cuando le preguntaban por qué hizo lo que hizo: «voy a tener que desobedecer a mi Gobierno, pero si no lo hago yo estaría desobedeciendo a Dios».

## Alias
Sugihara también es conocido como Sempo Sugiwara y Chiune Sempo Sugihara. Sugiwara Sempo (utilizando el orden japonés, con el nombre de familia primero) era un seudónimo que adoptó cuando trabajó en la Unión Soviética, a partir de 1960 y hasta 1975, para evitar que los soviéticos lo identificaran como el diplomático que obtuvo una negociación muy buena para Japón cuando compró el ferrocarril norteño de Manchuria, en 1932. Sempo no es otro nombre, sino otra manera de leer los caracteres chinos (千畝) para Chiune. De forma semejante, Sugiwara es una pronunciación alternativa de (杉原) su nombre de familia. Sempo no era su segundo nombre, pues esto no se usa en los nombres japoneses.

## Legado y honores
La calle Sugihara en la ciudad israelí de Netanya y otra en Vilna, capital de Lituania, y el asteroide (25893) Sugihara se nombran en su honor. El monumento de Chiune Sugihara en la ciudad de Yaotsu fue construido por la gente de la ciudad en su honor.
Su esposa Yukiko Sugihara es Miembro Honorario de la Fundación Internacional Raoul Wallenberg.
Es conmemorado por la Comunión anglicana el 16 de junio, junto a Magda y André Trocmé, Raoul Wallenberg, Carl Lutz y Harry Bingham.

## Lista parcial de personas salvadas por Sugihara
- Líderes y estudiantes de la Yeshivá Mir, una yeshivá bielorrusa que sobrevivió al Holocausto.
- John G. Stoessinger, profesor y diplomático de la Universidad de San Diego.
- Jehoshua Nishri, líder económico de la embajada de Israel en Tokio.
- Robert Lewin.
- Leo Melamed.
- Wolanow Jacob
- Wolanow Syma
- Wolanow Nesanel Zdzislaw
- Wolanow Celina

## Películas y otros medios
- Una estación de TV de Japón realizó un documental sobre Chiune Sugihara. Esta película fue filmada en Kaunas, en la plaza de la antigua embajada de Japón.
- 'Sugihara: Conspiracy of Kindness' de PBS muestra detalles de Sugihara y su familia y la fascinante relación entre los judíos y los japoneses entre 1930 y 1940. El sitio incluye una cronología de la vida de Sugihara, videos previos y entrevistas exclusivas.
- Yomiuri TV (Osaka) puso al aire un drama de dos horas de duración titulado, 'Visas for Life' sobre Sugihara, basado en el libro de su esposa. El sitio del drama solo está disponible en japonés. Fue emitido en Hawái por la estación KIKU-TV titulado '6,000 Visas for Life' y fue parte del especial de Año Nuevo programado el 13 de enero de 2007.
- Chris Tashima y Chris Donahue filmaron una película sobre Sugihara en 1997, titulada 'Visas and Virtue', que ganó el premio de la Academia por Mejor corto.
- La principal compañía de cine animado de Japón, Nippon Animation, produjo una película animada (anime) sobre Chiune Sugihara. La película ha sido especialmente realizada para estaciones de televisión de Japón y el resto del mundo. El plan es lanzado al mercado en 2008, cumpliéndose 60 años de relaciones diplomáticas entre Israel y Japón. La compañía pidió ayuda al embajador de Israel en Japón, Eli Cohen, para la realización de la película.